# Орловіче
Орловіче (пол. Orłowicze) — село в Польщі, у гміні Сокулка Сокульського повіту Підляського воєводства.
Населення — 185 осіб (2011).
У 1975-1998 роках село належало до Білостоцького воєводства.

## Демографія
Демографічна структура станом на 31 березня 2011 року:
|          | Загалом | Допрацездатний вік | Працездатний вік | Постпрацездатний вік |
| -------- | ------- | ------------------ | ---------------- | -------------------- |
| Чоловіки | 97      | 14                 | 75               | 8                    |
| Жінки    | 88      | 10                 | 43               | 35                   |
| Разом    | 185     | 24                 | 118              | 43                   |